# Arn Magnusson
Arn Magnusson é uma personagem fictícia de uma série de romances históricos - ”As Cruzadas”, criada pelo escritor sueco Jan Guillou.

Arn Magnusson nasce por volta de 1150 numa propriedade rural da Västergötland, e é criado pelos monges cisterciences no Convento de Varnhem. Além de uma formação espiritual e intelectual, recebe instrução militar dada por um cavaleiro templário.
Aos 16 anos encontra Cecilia Algotsdotter, por quem se apaixona, sendo iniciado um noivado oficial entre os dois.

Um amigo de infância, o príncipe Canuto (Knut Eriksson), pede ajuda a Arn para vingar o assassinato de seu pai, o rei Érico,o Santo (Erik den helige], perpretado pelo então rei Carlos VII (Karl Sverkersson). Juntos fazem uma expedição à ilha de Visingsö, onde matam o rei Carlos VII (Karl Sverkersson). O príncipe Canuto sobe em seguida ao trono da Västergötland e da Östergötland com o título de Canuto I (Knut Eriksson). 

Vítima de uma acusação falsa, Arn é condenado por ter tido sexo com Catarina, irmã de Cecília. A pena aplicada a Arn é 20 anos de serviço como cavaleiro templário na Terra Santa. Para Cecília, a punição é enclausuramento no Convento de Gudhem.

Uma vez na Terra Santa, Arn distingue-se pela bravura e competência militar entre os cruzados da Ordem dos Templários, tendo até ganho a admiração e amizade do líder muçulmano Saladino.

Regressado à Suécia, estabelece-se numa propriedade rural na Västergötland, onde procura construir um mundo pacífico e em progresso material. Ao mesmo tempo, envolve-se na grande luta política e militar do país, tomando partido pela Casa de Bjälbo em conflito com a Casa de Sverker, e participando até nas duas grandes batalhas de Lena e Gestilren.

## Livros com Arn Magnusson
- A Caminho de Jerusalém/O Caminho para Jerusalém (1998, Vägen till Jerusalem)
- O Cavaleiro Templário (1999, Tempelriddaren)
- O Novo Reino (2000, Riket vid vägens slut)
- O Legado de Arn (2001, Arvet efter Arn)

## Série de TV com Arn Magnusson
- Arn (2007, 6 filmes)

## Filmes com Arn Magnusson
- Arne Tempelriddaren (2007)
- Riket vid vägens slut (2008)